# 佩珀頓鎮區 (明尼蘇達州史蒂文斯縣)
佩珀頓鎮區（英語：Pepperton Township）是位於美國明尼蘇達州史蒂文斯縣的一個行政鎮區。

## 地方資料
佩珀頓鎮區的面積為93.45平方千米，當中陸地面積為92.47平方千米，而水域面積為0.98平方千米。根據2020年美國人口普查的數據，當地共有人口109人，而人口密度為每平方千米1.17人。